# 1988年の台風
1988年の台風（1988ねんのたいふう、太平洋北西部で発生した熱帯低気圧）のデータ。台風の発生数は31個であった。日本には13個が接近し、うち2個は上陸台風であった。

## 台風の発生数
| 発生数が多い年 | 発生数が多い年                     | 発生数が多い年 | 発生数が少ない年 | 発生数が少ない年                                 | 発生数が少ない年 |
| 順位           | 年                                 | 発生数         | 順位             | 年                                               | 発生数           |
| -------------- | ---------------------------------- | -------------- | ---------------- | ------------------------------------------------ | ---------------- |
| 1              | 1967年                             | 39             | 1                | 2010年                                           | 14               |
| 2              | 1994年 1971年                      | 36             | 2                | 1998年                                           | 16               |
| 4              | 1966年                             | 35             | 3                | 2023年                                           | 17               |
| 5              | 1964年                             | 34             | 4                | 1969年                                           | 19               |
| 6              | 1989年 1974年 1965年               | 32             | 5                | 2011年 2003年 1977年 1975年 1973年 1954年 1951年 | 21               |
| 9              | 2013年 1992年 1988年 1972年 1958年 | 31             |                  |                                                  |                  |

## 月別の台風発生数
| 1月 | 2月 | 3月 | 4月 | 5月 | 6月 | 7月 | 8月 | 9月 | 10月 | 11月 | 12月 | 年間 |
| --- | --- | --- | --- | --- | --- | --- | --- | --- | ---- | ---- | ---- | ---- |
| 1   |     |     |     | 1   | 3   | 2   | 8   | 8   | 5    | 2    | 1    | 31   |

## 「台風」に分類されている熱帯低気圧

### 台風1号（ロイ）
198801・01W・アシアン

### 台風2号（スーザン）
198802・02W・ビリン

### 台風3号（03W）
198803・コンシン

### 台風4号（サッド）
198804・04W・ディタン

### 台風5号（ヴァネッサ）
198805・05W・イデン

### 台風6号（ウォーレン）
198806・06W・フアニン

### 台風7号（アグネス）
198807・07W

### 台風8号
198808

### 台風9号（ビル）
198809・08W

### 台風10号（クララ）
198810・09W

### 台風11号
198811

### 台風12号（ドイル）
198812・10W

### 台風13号
198813

### 台風14号（エルシー）
198814・11W

### 台風15号（ファビアン）
198815・12W

### 台風16号（ゲイ）
198816・13W

### 台風17号（ウレキ）
198817・01C
越境台風となった。

### 台風18号（ハル）
198818・14W

### 台風19号（イルマ）
198819・15W

### 台風20号（ジェフ）
198820・16W・ルシン

### 台風21号（キット）
198821・17W・マリン

### 台風22号（リー）
198822・18W・ニンニン

### 台風23号（メイミー）
198823・19W

### 台風24号（ネルソン）
198824・20W・パリン

### 台風25号
198825

### 台風26号（オデッサ）
198826・21W・セニアン

### 台風27号（パット）
198827・22W・トヤン

### 台風28号（ルビー）
198828・23W・アンサン

### 台風29号（スキップ）
198829・24W・ヨニン

### 台風30号（テス）
198830・25W・ウェルプリン

### 台風31号（ヴァル）
198831・26W・アピアン